# Csukás Zoltán (bádogosmester)
Csukás Zoltán (Almáskeresztúr, 1860. február 7. – Pécs, 1942. július 28.) bádogosmester. A Pécs, a Perczel utca 14. szám alatt található Csukás-ház korábbi "névadója", melyet 1912-ben vásárolt meg. Csukás Zoltán nem csupán egy jól képzett, sokat foglalkoztatott iparos volt, de egy művelt, világot látott polgár is, aki rajongott a művészetekért és jelentős közéleti, valamint publicisztikai tevékenységet is kifejtett.

## Életpályája
Somogy vármegyében, Almáskeresztúron született, ahol édesapja tanítóként dolgozott. A szentesi középiskola 5. osztályának elvégzése után Kummer András pécsi bádogosmesternél tanulta ki a szakmáját, majd külföldi tanulmányútra ment. Tíz év múlva tért vissza Pécsre, ahol 1886-ban kezdett önálló iparosként dolgozni. Kitűnő szakértelmének köszönhetően nemcsak Pécsről, de a fővárosból is kapott megrendeléseket; református létére pedig a székesegyházi és a káptalani uradalom, valamint a ciszterci rendház és gimnázium bádogosmesterévé is kinevezték.

## Tisztségei
Lelkes és agilis tagja volt a pécsi társadalomnak, így a város életében betöltött funkcióit felsorolni is nehéz. Élete során hosszú ideig volt a Polgári Casino alelnöke, a Pécsi Kölcsönös Segélyező Egylet elnöke, a Magyarországi Munkások Rokkant és Nyugdíj Egylet pécsi fiókjának elnöke, 1903-tól a Pécsi Ipartestület elnöke.
A számos külföldi és hazai kiállításon részt vevő Csukás egyik kezdeményezője volt az 1907-es pécsi országos kiállításnak. Ehhez kapcsolódott első írása is, mely a Pécsi Napló 1903. október 24-ei számában jelent meg. Közügyekkel foglalkozó vezércikkei mellett verseket is írogatott, és gyakran látogatta a színház előadásait. 1884-ben alapítója volt a Pécsi Polgári Daloskörnek, majd 1890-től a Pécsi Dalárda tagja, később igazgatója lett. 1930-ban beválasztották a város törvényhatósági bizottságába, ahol mindig az iparosok érdekeit képviselte. Csukás egész életében városa érdekében tevékenykedett. Magyaros vendégszeretetéről híres Perczel utcai háza és ma is álló szkókói villája mellett a Mecsek Egyesület számára 1908-ban ajándékba készített, a Városházával szemben felállított időjelző pavilon ma is emlékeztet Pécs egyik jeles személyiségére, Csukás Zoltánra. Bár Csukás Zoltán halála óta sok idő eltelt, a Perczel utca 14. ma is Csukás-házként él a köztudatban.